# Cervières (Hautes-Alpes)
Cervières is een gemeente in het Franse departement Hautes-Alpes (regio Provence-Alpes-Côte d'Azur) en telt 128 inwoners (2004). De plaats maakt deel uit van het arrondissement Briançon.
Het dorp werd bijna volledig verwoest in 1944 tijdens de Tweede Wereldoorlog door Duitse brandbommen. Het werd nadien heropgebouwd naar een ontwerp van architect Achille de Panaskhet.

## Geografie
De oppervlakte van Cervières bedraagt 120,0 km², de bevolkingsdichtheid is 1,1 inwoners per km².
De onderstaande kaart toont de ligging van Cervières (Hautes-Alpes) met de belangrijkste infrastructuur en aangrenzende gemeenten.

## Demografie
Onderstaande figuur toont het verloop van het inwonertal (bron: INSEE-tellingen).
Vanwege een beveiligingsprobleem met de MediaWiki Graph-software is het momenteel niet mogelijk deze grafiek weer te geven. Zodra de software is bijgewerkt zal de grafiek vanzelf weer zichtbaar worden.